# Hvězdice Linckova
Hvězdice Linckova (Protoreaster linckii) žije v indopacifické oblasti.

## Popis
Hvězdice Linckova má tělo zpevněné vápenitou kostrou ukrytou pod pokožkou. Pokud se její rameno odlomí, opět doroste. Schopnost regenerace je taková, že ze dvou oddělených částí jedné hvězdice dorostou dva noví jedinci. Zčásti je to umožněno i tím, že nemá centralizovanou nervovou soustavu, ale takzvaný difuzní typ rozptýlených nervových buněk. Ramena hvězdice jsou krátká a trojúhelníkovitá a zbarvení bělavé, špičky a lemy ramen i výrůstky hvězdice jsou červené. Jako ostatní hvězdice má ambulakrální soustavu.
Má ambulakrální panožky vyčnívající na spodní straně, které slouží k pevnému držení i pohybu. Na vrchní straně hvězdice jsou výrůstky, které náhodně vyčnívají na ramenech i středovém disku. Hvězdice Linckova se vyskytuje v tropických korálových útesech většinou v hloubce do 30 metrů, výjimečně až do 100 m. Její délka je 30 cm. Pohlavní dospělosti dosahuje v jednom roce.

## Zajímavost
Vajíčka klade jedna samice, vypouští do vody až milion vajíček, oplození je vnější. Z vajíček se líhnou planktonní larvy, které se v hvězdice promění až po několika měsících.

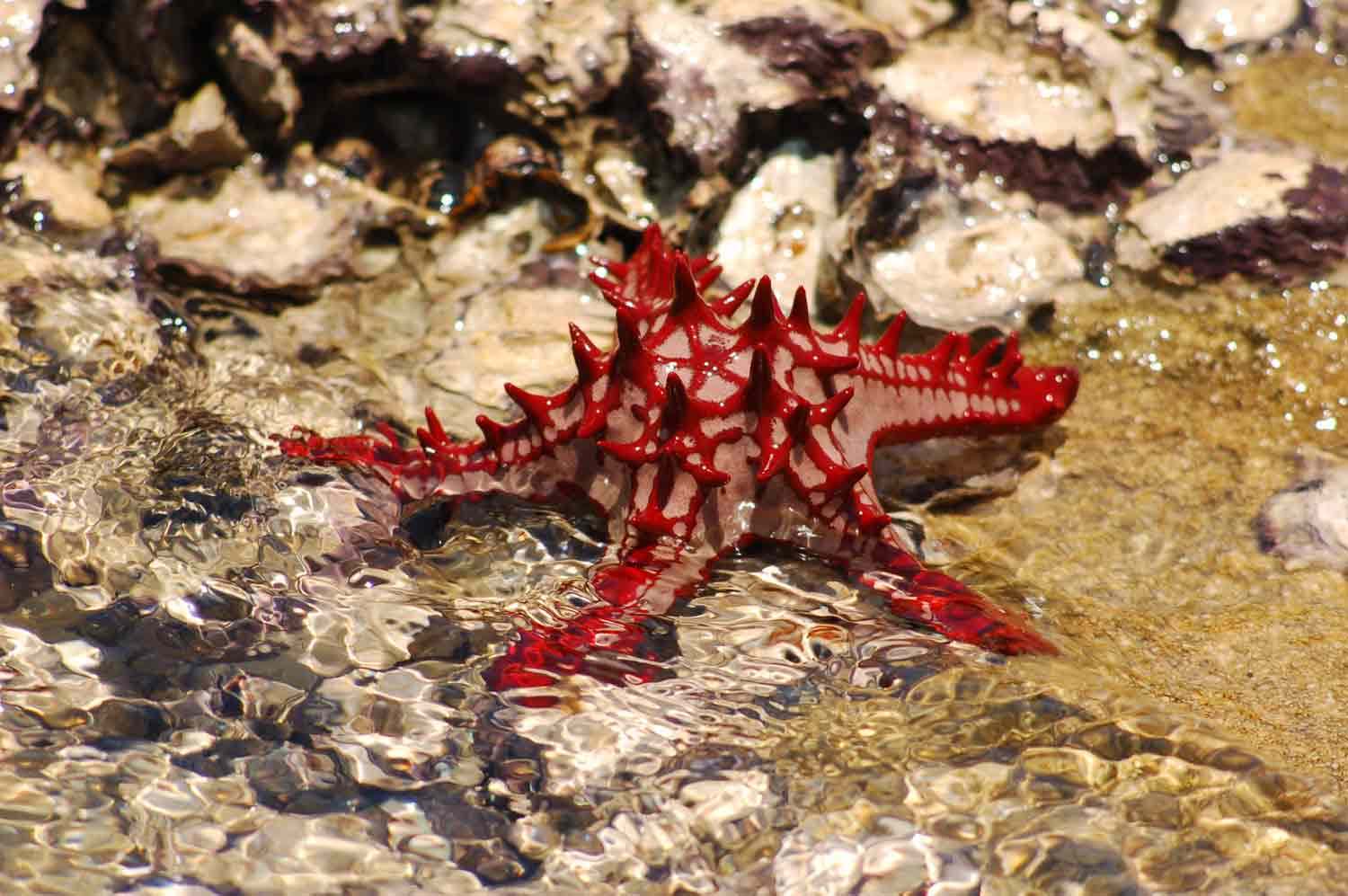
stádium oplození hvězdice
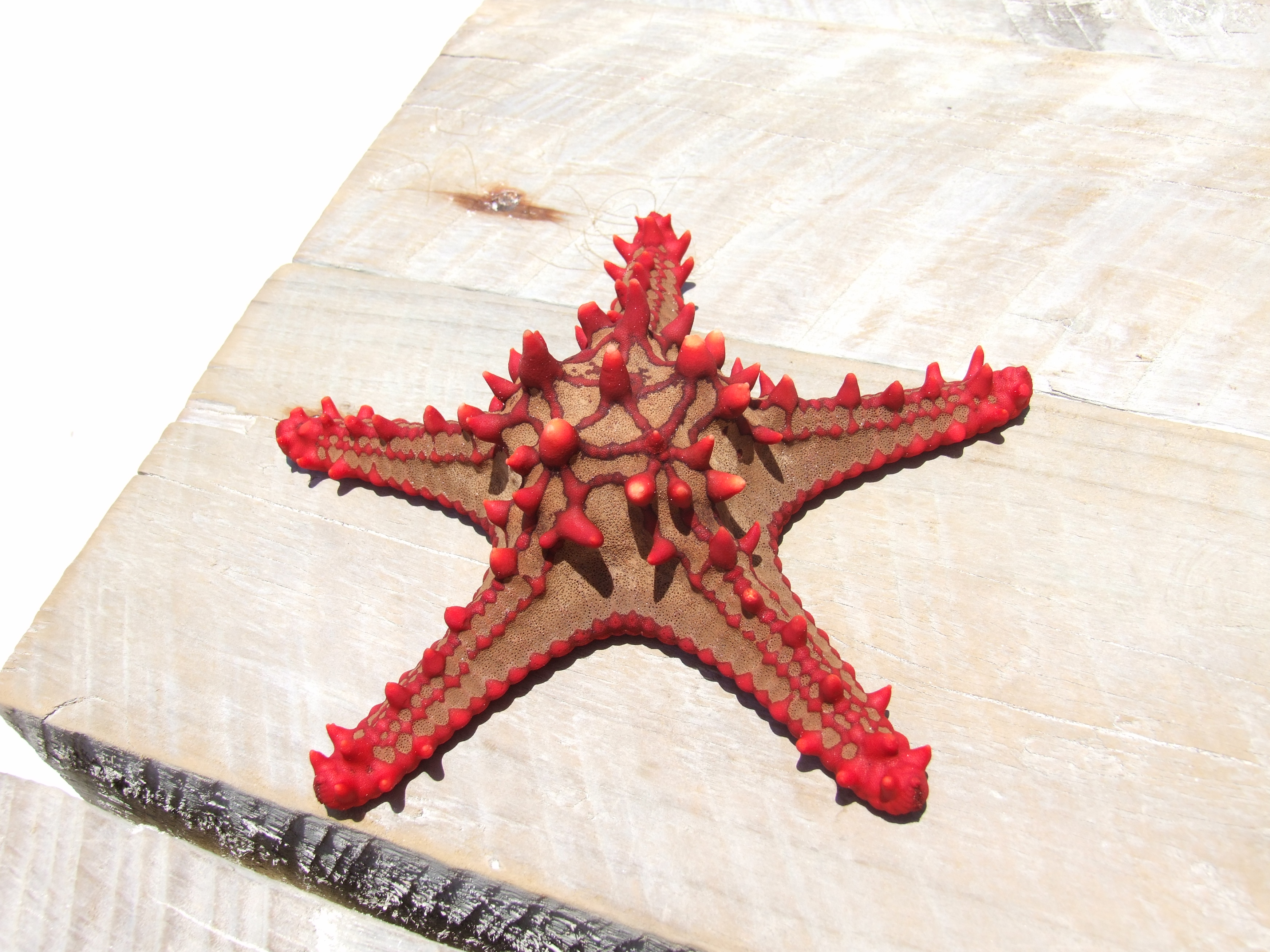
Hvězdice Linckova při sušení
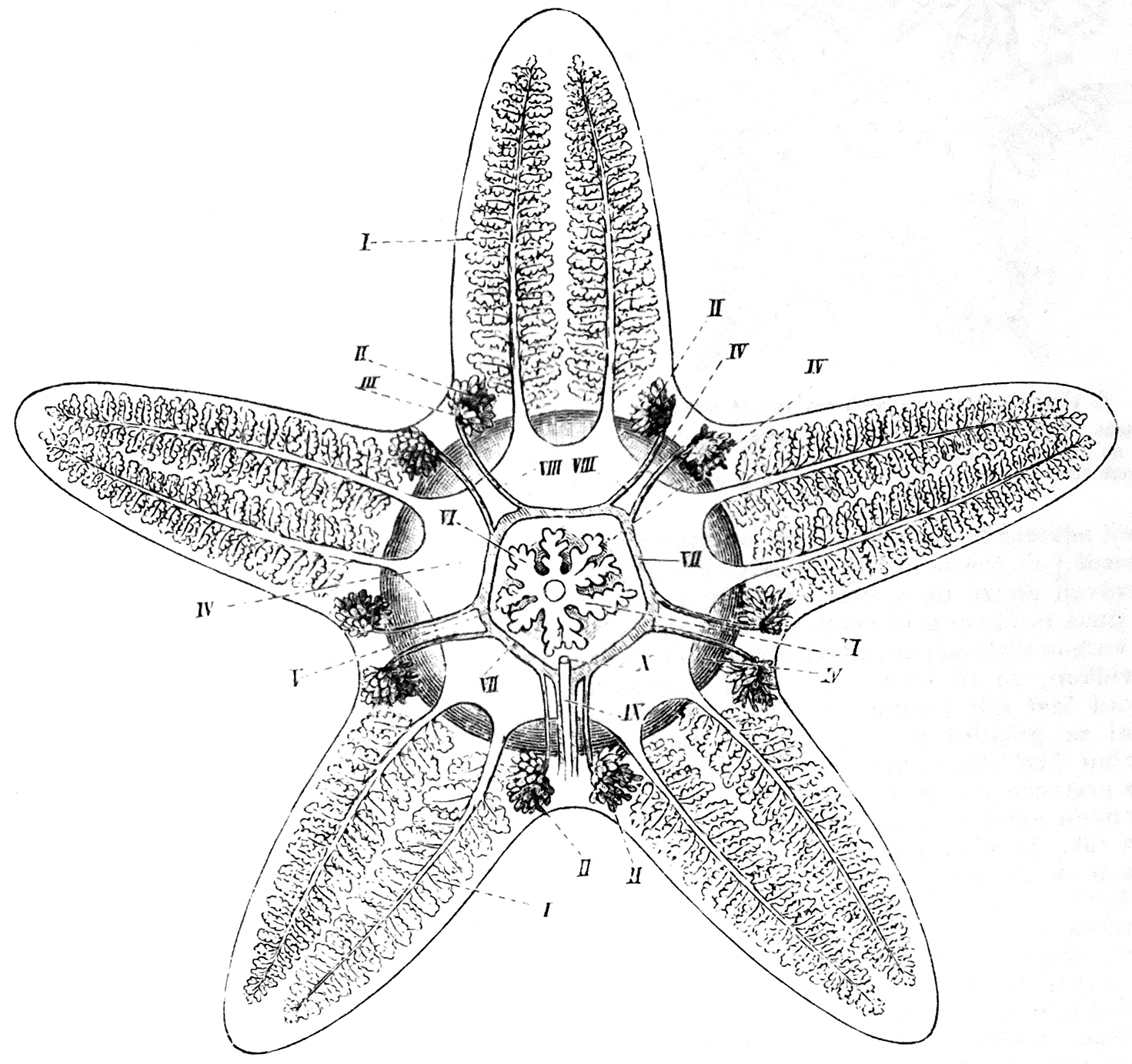
Ambulakrální soustava hvězdice tohoto druhu

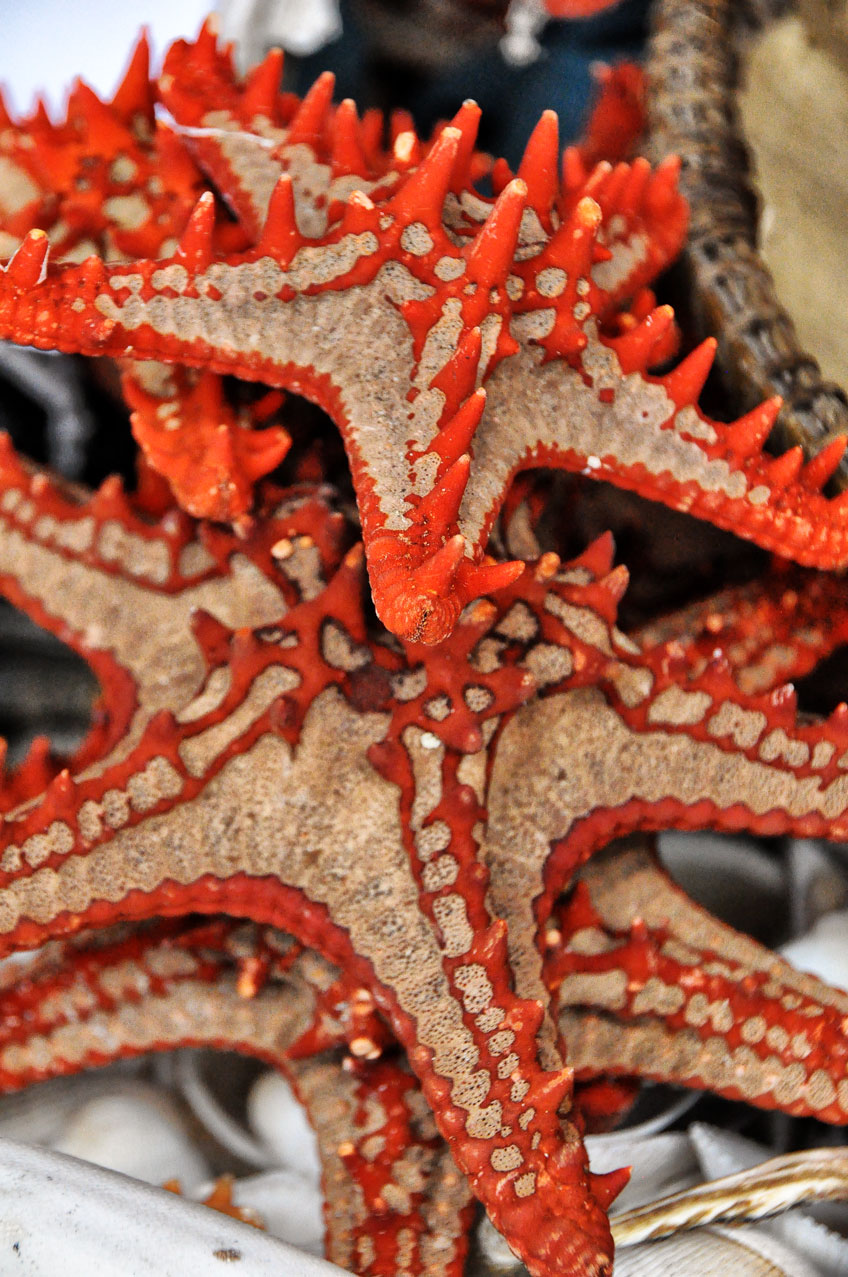
mumifikovaná hvězdice Linckova pro obchod v Tanzanii

## Potrava
Hvězdice Linckova se živí mlži, jejichž lastury otvírá pomocí ramen. Dožívá se 3-5 let.